# Каракеев, Курман-Гали Каракеевич
Курман-Гали Каракеевич Каракеев (7 ноября 1913 года, с. Курменты, Пржевальский уезд, Семиреченская область, Российская империя — 13 ноября 2012 года, Бишкек, Кыргызстан) — советский и киргизский историк, академик (с 1960 года) и президент Академии наук Киргизской ССР (1960—1978), член-корреспондент АН СССР (1968).

## Биография
Родился в крестьянской семье. Трудовую деятельность он начал в 1933 году с должности заместителя редактора республиканской газеты «Ленинчил жаш». В 1938 году вступил в ВКП(б).
В 1946 году он окончил Высшую партийную школу при ЦК КПСС, а 1959 году — Академию общественных наук при ЦК КПСС.
- 1934—1936 гг. — заведующий отделом учащейся молодежи Киргизского областного комитета ВЛКСМ,
- 1936—1938 гг. — служба в РККФ,
- 1938—1939 гг. — секретарь, заместитель редактора журнала «Коммунист», Фрунзе,
- 1939—1944 гг. — секретарь Тянь-Шаньского областного комитета КП(б) Киргизии, 1944 — секретарь Иссык-Кульского областного комитета КП(б) Киргизии,
- 1947 г. — редактор газеты «Кызыл Кыргызстан» («Красная Киргизия»), заведующий отделом пропаганды и агитации ЦК КП(б) Киргизии,
- 1947-? и 1952-56 — секретарь ЦК КП(б) Киргизии, затем — лектор ЦК КП(б) Киргизии,
- 1955—1959 — пред. Верховного Совета Киргизской ССР,
- 1959—1960 гг.- старший научный сотрудник Института истории партии при ЦК КП Киргизии.

С 1960 по 1978 годы — президент Академию наук Киргизской ССР. За годы работы на данном посту, он провел большую научно-организационную работу по укреплению структурных подразделений академии, повышению эффективности научных исследований, расширению творческих связей с научными учреждениями ближнего и дальнего зарубежья.
Благодаря его деятельности в Киргизской ССР были созданы институты автоматики, физики, математики, физики и механики горных пород, сейсмологии, философии и права, биохимии и физиологии, а также некоторые другие структурные подразделения Национальной академии наук Кыргызской Республики.
В 1968 году избран членом-корреспондентом АН СССР. В 1991 году переизбран членом-корреспондентом РАН, входил в состав секции истории отделения историко-филологических наук Российской академии наук (ОИФН РАН).
На момент своей смерти являлся старейшим живущим членом-корреспондентом РАН.
Являлся автором более 350 научных трудов, в том числе 10 монографий. Под его руководством защищено 20 докторских и кандидатских диссертаций. Многие его ученики возглавляют научные учреждения, являются видными и знаменитыми не только в самом Кыргызстане, но и далеко за его пределами.
Скончался 13 ноября 2012 года, похоронен на Ала-Арчинском кладбище.

## Основные работы
- «Киргизстан в братской семье народов СССР» (1957);
- «Развитие науки в советском Киргизстане» (1962);
- «Торжество идей пролетарского интернационализма и дружбы народов в Советском Киргизстане» (1963; совм. с К. К. Орозалиевым, Т. У. Усубалиевым и В. П. Шерстобитовым[кирг.]);
- «История Киргизской ССР. Т. 2. Вып. 1» (1967, редактор);
- «В. И. Ленин и социалистическое строительство в Киргизстане» (1970; совм. с Дж. А. Алышбаевым);
- «Академия наук Киргизской ССР» (1974);
- «Великий Октябрь и наука Киргизстана» (1977);
- «Советский народ — строитель коммунизма. Т. 1» (1977; совм. с Ц. А. Степаняном);
- «Победа Октябрьской революции в Киргизии: сборник документов (1917—1918)» (1977; редактор);
- «Образование СССР — торжество ленинской национальной политики» (1982);
- «Проблемы управления строительством Советского многонационального государства» (1982; в соавт. с И. Я. Копыловым и Р. А. Саликовым);
- «Разгром контрреволюционных сил в Киргизии в годы иностранной военной интервенции и гражданской войны: сборник документов (1918—1920)» (1983; редактор);
- «Киргизия в трёх российских революциях» (1987; совм. с В. П. Шерстобитовым)

## Награды и звания

### Награды Кыргызстана
- орден «Манас» I степени (2003)[7] и II степени
- памятная золотая медаль «Манас-1000» (1995)[8]
- почётное звание «Заслуженный деятель науки Кыргызской Республики»
- Государственная премия Кыргызстана в области науки и техники
- Почётный гражданин города Бишкек[9].

### Награды СССР
- орден Ленина
- орден Октябрьской Революции
- четыре ордена Трудового Красного Знамени
- орден «Знак Почета»
- медали